# Andrej Hauptman

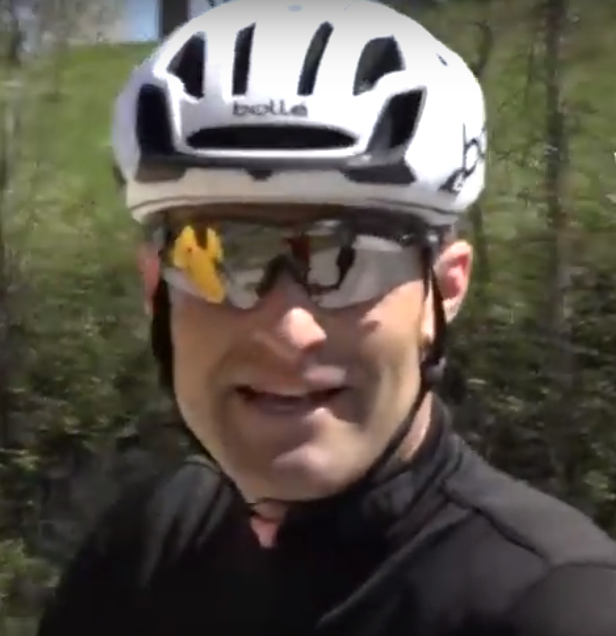
Andrej Hauptman, 2018

Andrej Hauptman (* 5. Mai 1975 in Ljubljana) ist ein ehemaliger slowenischer Radrennfahrer. Bei der Straßenweltmeisterschaft 2001 gewann er im Straßenrennen die Bronzemedaille.

## Karriere
Als Amateur gewann er 1997 die Silbermedaille im Straßenrennen der Mittelmeerspiele in Bari hinter Salvatore Comesso. Andrej Hauptman begann seine Profi-Karriere 1999 bei Vini Caldirola. Im folgenden Jahr gewann er den Grand Prix de Fourmies. Bei den UCI-Straßen-Weltmeisterschaften 2001 in Lissabon wurde er Dritter im Straßenrennen hinter Óscar Freire und Paolo Bettini. Er war damit der erste Slowene, der eine Medaille bei Straßenradsportweltmeisterschaften gewinnen konnte. Außerdem wurde er im selben Jahr noch bei den beiden Weltcup-Rennen HEW Cyclassics und Paris–Tours jeweils Fünfter. Bei der Weltmeisterschaft 2002 im belgischen Zolder wurde er diesmal Vierter.
Zweimal – 2000 und 2004 – startete Hauptman bei Olympischen Sommerspielen im Straßenrennen: 2000 belegte er im olympischen Straßenrennen Platz 24, 2004 im olympischen Straßenrennen Platz fünf. Dreimal nahm er an der Tour de France teil, fuhr sie allerdings nie zu Ende.
Vor der Tour de France 2000 wurde bei ihm bei einem Bluttest ein zu hoher Hämatokritwert festgestellt, was bei Wettkämpfen gesundheitsgefährdend sein kann, aber auch ein Hinweis auf Blutdoping mittels Epo, so dass er für 15 Tage suspendiert wurde. Ende 2005 beendete er seine Karriere in ProTour-Teams und ließ 2006 seine Karriere als Radsportler beim slowenischen Team Radenska Powerbar ausklingen.
Hauptman ist als Radsporttrainer tätig: Er entdeckte und trainierte unter anderem den späteren Tour-de-France-Sieger Tadej Pogačar und ist Nationaltrainer der slowenischen Radsportnationalmannschaft.

## Erfolge
1997
- Gesamtwertung Istrian Spring Trophy
- Mittelmeerspiele – Straßenrennen

1998
- Gesamtwertung Slowakei-Rundfahrt und eine Etappe
- eine Etappe Österreich-Rundfahrt

2000
- – Straßenrennen
- Grand Prix de Fourmies

2001
- eine Etappe und Gesamtwertung Istrian Spring Trophy

## Teams
- 1999–2000 Vini Caldirola-Sidermec
- 2001 Tacconi Sport-Vini Caldirola
- 2002 Tacconi Sport
- 2004 Lampre
- 2005 Fassa Bortolo
- 2006 Radenska Powerbar